# Live Music Hall

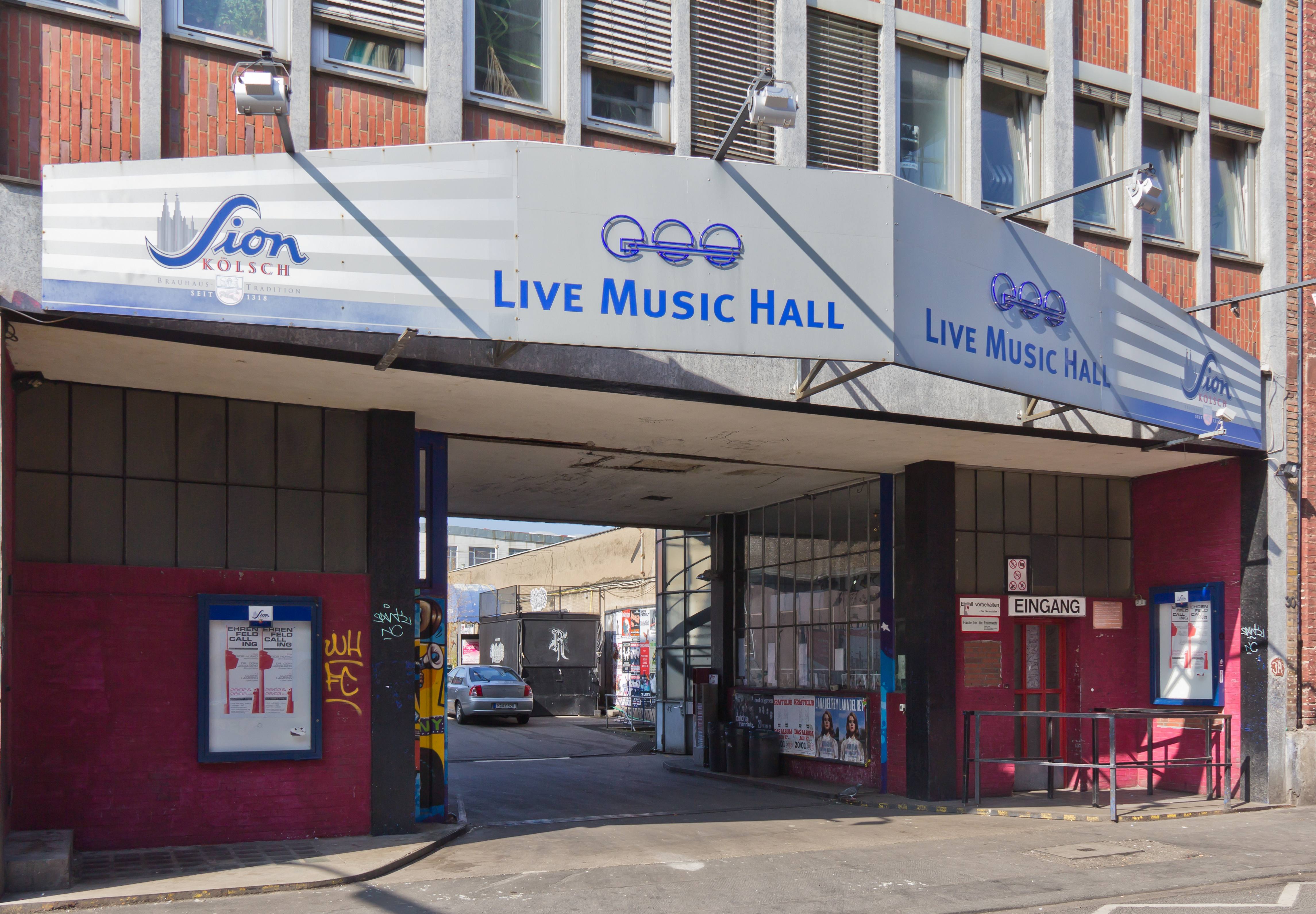
Eingang zum Gelände der Live Music Hall

Die Live Music Hall (umgangssprachlich auch LMH oder Live genannt) ist eine Konzerthalle und Veranstaltungsort in Köln-Ehrenfeld mit mehr als 30 Jahren Veranstaltungsgeschichte.
Die Halle verfügt über einen Biergarten und einen Imbiss. Es finden Partys und Konzerte statt.

## Geschichte
Die Live Music Hall steht in einem ehemaligen Industriegebiet in Köln-Ehrenfeld, welches heute im Volksmund Lichtviertel genannt wird. Vor der Verwendung als Veranstaltungshalle gehörte das Gebäude zur erloschenen Maschinenfabrik Heinz Strunck+Co, zuletzt Robert Bosch GmbH, Geschäftsbereich Verpackungsmaschinen, die in der Lichtstraße Spezialmaschinen für die Chemie-, Kosmetik- sowie für die Nahrungsmittelindustrie herstellte. Nachdem die Produktion schrittweise ins Ausland und in andere deutsche Standorte verlegt worden war, stand die Halle einige Jahre leer. 1990 wurde das Gebäude vor dem endgültigen Verfall gerettet und zu einer multifunktionalen Veranstaltungshalle umgebaut. Zu diesem Zeitpunkt fehlten in Köln Veranstaltungsorte der mittleren Größe, so dass sich die Halle schnell etablieren konnte. Die Halle fasst in ihrem jetzigen Zustand etwa 1200 bis 1500 Personen je nach Veranstaltung.
Bei dem Umbau wurden zuerst nahezu alle verbliebenen Maschinen und Kräne entfernt, die gesamte Halle entkernt und schließlich saniert. Hierbei entstanden vor allem Toilettenanlagen und die gastronomische Einrichtung. Bei genauer Betrachtung lassen sich aber auch heute noch Krananlagen im Bereich der Decke erkennen, die aus statischen Gründen nicht entfernt werden durften.
Das Gebäude der Live Music Hall gilt heute, wie viele andere Fabrikhallen im Ehrenfelder Lichtviertel, als Industriedenkmal.

## Partys
Das Partyangebot der Live Music Hall umfasst ein großes Musikspektrum und lockt daher ein breit gefächertes Publikum an. So gibt es mit der „Trash Island“ regelmäßig eine Party, bei der aktuelle Charts und Partyklassiker gespielt werden. Beim „Bingolinchen“ wird, wie der Name schon verrät, zu guter Musik Bingo gespielt, untermalt von einem Bühnenprogramm durch Bleibtreuboy und Flimmi. Pop-Wave und Neue Deutsche Welle gibt es auf der „80er Party“, alternativer und rockiger wird es auf den „Rockgarden“-Partys oder auf der „Alternative-90s“.

## Konzerte
In der Live Music Hall traten Musiker aus verschiedenen Genres auf. Beispielsweise deutsche Künstler wie die Toten Hosen, die Fantastischen 4, Cro, Kaffkiez u. v. m. Aber auch internationale Musiker wie Prince, Bruno Mars, 50 Cent, Iggy Pop, Kanye West oder Oasis gaben dort Konzerte. Außerdem wurden Konzerte für die TV-Sendung Rockpalast aufgezeichnet.